# Jurij Pilk
Jurij Pilk, Jurij Artur Pavol Pilk (ur. 22 maja 1858 w Göda, łuż. Hodźij, zm. 21 kwietnia 1926 w Dreźnie) – serbołużycki historyk i kompozytor.